# لیان سندرسون
لیان سندرسون (انگلیسی: Lianne Sanderson؛ زادهٔ ۳ فوریهٔ ۱۹۸۸) بازیکن فوتبال اهل بریتانیا است.
از باشگاه‌هایی که در آن بازی کرده‌است می‌توان به باشگاه فوتبال آپولون لیماسول، بوستون بریکرز، باشگاه فوتبال اسپانیول، باشگاه فوتبال چلسی، باشگاه فوتبال فیلادلفیا ایندپندنس، باشگاه فوتبال زنان یوونتوس، باشگاه فوتبال پورتلند تورنز، باشگاه فوتبال اورلندو پراید، باشگاه فوتبال آرسنال، تیم فوتبال زنان آرسنال، و باشگاه فوتبال زنان چلسی اشاره کرد.
وی همچنین در تیم ملی فوتبال زنان انگلستان بازی کرده‌است.